# Bruno Stürmer
Bruno Stürmer (Freiburg im Breisgau, 9 september 1892 – Bad Homburg, 19 mei 1958) was een Duits componist en dirigent.

## Levensloop
Stürmer studeerde aan de Hochschule für Musik Karlsruhe in Karlsruhe en in Heidelberg. Hij werd kapelmeester aan verschillende theaters; van 1923 tot 1927 was hij koordirigent in Duisburg, aansluitend in Kassel, Düsseldorf en Erfurt. Vanaf 1946 leefde hij in Frankfurt am Main. In 1947 nom hij als docent voor koorleiding deel aan de 2e Ferienkurse für internationale neue Musik in Darmstadt. In 1952 werd hij met de Ehrenplakette van de stad Frankfurt am Main onderscheiden. 
Zijn werkzaamheden als componist in nazi-Duitsland waren na de Tweede Wereldoorlog immer basis voor losbarstende emoties van de muziekcriticus in de verschillende (vak-)bladen, omdat hij leverancier van composities voor het apparaat van het naziregime was (Zangboek voor de Hitlerjugend, Deutschlands Hochblüte, Deutsches Bekenntnis, Deutsches Konzert, Flieger-Kantate «Freier Flug» enzovoort).

## Composities

### Werken voor orkest
- Ratsherren-Serenade, voor klein orkest

### Werken voor harmonieorkest
- 1942 Ernste Musik
- 1944 Heitere Musik
- Freier Flug
- Tänzerische Spielmusik

### Werken voor koren
- Abendgang, voor mannenkoor
- Alle Menschen gehn nach Haus - tekst: Helmut Weber
- An die Freunde in schwerer Zeit, voor mannenkoor
- An einem Sommermorgen, da nimm den Wanderstab (guter rat), voor gemengd koor - tekst: Theodor Fontane
- Aus Erdenkraft und Sonnenschein (Das Lied von Brot und Wein) - tekst: Karl Schmidt
- Beim Schlafengehen ("Nun der Tag mich müd gemacht"), voor mannenkoor
- Das Ludwigsburger Tedeum, voor mannenkoor en orkest
- Der faule Schäfer, voor mannenkoor
- Der Morgen hebt die Flügel
- Der Ruf des Volkes
- Deutsches Bekenntnis
- Deutsches Konzert
- Deutschlands Hochblüte
- Die Stunde des Glücks, voor mannenkoor
- Dir meinem Vogelsberg, voor mannenkoor
- Flieger-Kantate «Freier Flug»
- Hirt, voor mannenkoor
- In der Luft des süßen Maien, voor vrouwenkoor - tekst: Ulrich von Lichtenstein
- Memento mori, voor mannenkoor
- Morgen, voor mannenkoor
- Schoenster Schatz, voor mannenkoor
- Verlassen, voor mannenkoor
- Von Liebe und Narren, voor gemengd koor, opus 90 
  1. Tanzlied "Lasset uns scherzen"
  2. Narren überall "Narren sind an allen Ecken"
- Von Zeit und Ewigkeit, voor gemengd koor, op. 139
  1. Unter den Sternen
  2. Ein geistlich Abendlied
  3. Es wird blauer in der Grüne
  4. Herr der Stunden, Herr der Tage
- Wanderers Nachtlied, voor mannenkoor - tekst: Johann Wolfgang von Goethe
- Weite Aussicht, voor mannenkoor
- Wohl einem Haus, da Jesus Christ, voor mannenkoor
- Wohlauf, wer bass will wandern
- Zangboek voor de Hitlerjugend (HJ)

### Kamermuziek
- 1946 Kleine Sonate in E-groot, voor viool en piano
- 1947 Zwei Stücke, voor cello en piano 
  1. Andante religioso
  2. Scherzo
- 1956 5 Präludien und Fugen, voor 2 violen
- 1957 Sonate voor altviool en piano, op. 73
- 3 kleine Hausmusiken, voor cello en piano
- Sonatine in C, voor viool en piano
- 2e Trio, voor piano, viool en cello, op. 118

### Werken voor piano
- Kleine Sonate, opus 103

## Publicaties
- Isabel Herzfeld: Gewöhnliche Deutsche in Bedrängnis - In der Faktenfalle: „Die mißbrauchte Muse“ reiht Beliebigkeiten aneinander, in: Neue Musikzeitung, 48. Jahrgang, September 1999, p. 18
- Claus-Henning Bachmann: Tagebuch - Gericht und Verklärung; Ein trauriges Lied; Musikdenken authentisch;, in: Neue Musikzeitung, 48. Jahrgang, Februar 1999, p. 5
- Michael H. Kater: Die mißbrauchte Muse – Musiker im Dritten Reich, Europa-Verlag, München 1998, 575 p.

## Documenten
Brieven van Bruno Stürmer bevinden zich in het Staatsarchiv Leipzig.
- Gemeinsame Normdatei: 117357588
- International Standard Name Identifier: 0000 0000 5534 5082
- Library of Congress Control Number: n88144832
- Nationale Bibliotheek van Tsjechië: mzk2015862943
- Nederlandse Thesaurus van Auteursnamen: 263423204
- Système universitaire de documentation: 164466657
- Virtual International Authority File: 38133409
- WorldCat: E39PBJwMDrCG4rFfkC6bP3Tyh3